# 족벌주의
족벌주의(族閥主義, 영어: nepotism 네포티즘[*])는 친족중용주의를 뜻하는 말이다. nepotism이라는 말의 어원은 중세 로마 교황들이 자기의 사생아를 조카(nepos)라고 부르면서 요직에 앉힌 데서 유래되었다. 네포티즘은 그 유래에서 알 수 있듯이 권력 부패의 온상이자 정실 인사의 대명사로 인식되고 있다. 프랑크 쉐퍼는 미국의 복음주의 교계 안에서의 이 현상에 대하여 폭로를 하였다.

## 정치 가문
음서로 신분을 세습하는 세습 정치가를 뜻한다. 넓은 의미에서 재벌도 포함된다.

## 기독교내 네포티즘
프랑크 쉐퍼는 조선민주주의인민공화국과 미국 복음주의 왕국을 동일시하며 같은 지도자 원칙을 같고 있으며, 그것은 고차원의 네포티즘이라고 말하였다.

### 미국의 예
라이먼 비쳐, 밥 존스, 빌리 그레이엄, 오럴 로버츠. 로버트 슐러, 짐 베커, 조엘 오스틴 등은 모두 부자가 목회자 된 사례이다.

### 한국의 예
김삼환의 명성교회, 김홍도 (목회자)의 금란교회

### 교회 세습
기독교 안의 네포티즘의 한 형태로 교회를 혈연간에 대물림하는 것을 지칭한다.  즉, 특정 교회의 담임목사가 자신이 임직하고 있는 교회를 자신의 자식에게 상속처럼 물려 주는 행위를 말한다.  하지만, 차츰 세습의 범위가 교회의 범위를 넘어서 파라처치와 기업등으로 확대되어 해석되어 단순한 부자세습에서 사위세습, 교차 세습, 지교회 세습, 징검다리세습등으로 변칙적으로 이용되고 있다.

## 같이 보기
- 부정부패
- 정실주의
- 정실 자본주의
- 꽌시
- 세습군주제
- 중상주의
- 실적주의
- 독성죄
- 엽관제

## 참고 자료
- 이 문서에는 다음커뮤니케이션(현 카카오)에서 GFDL 또는 CC-SA 라이선스로 배포한 글로벌 세계대백과사전의 내용을 기초로 작성된 글이 포함되어 있습니다.